# Winchester College
Het Winchester College is een privé-jongensschool in de stad Winchester in Hampshire, Engeland. De officiële naam is Collegium Sanctae Mariae prope Wintoniam. Het motto van de school is Manners makyth man, ofwel 'Manieren maken de mens'. De school is de oudste school van Engeland die onafgebroken in hetzelfde gebouw gevestigd is. De huidige rector is Dr. Ralph Townsend.
Het Winchester College werd in 1382 gesticht door William van Wykeham, de bisschop van Winchester. Leerlingen en oud-leerlingen worden daarom doorgaans 'Wykehamists' genoemd. In 1394 werd de school daadwerkelijk in gebruik genomen door zeventig leerlingen uit arme families.
Enkele bekende 'Old Wykehamists' zijn Antony Beevor, Charles Vyner Brooke, Alfred Douglas, George Mallory, Oswald Mosley, Frank Ramsey, Rishi Sunak en Arnold Toynbee. 
De school was opnamelocatie voor de film The Riot Club uit 2014.